# Како

Како (староцерк.-слов. kako) — назва літер в глаголиці та старокирилиці .
Використання
У глаголиці та кирилиці літера како використовувалася для позначення звука /k/. Її числове значення в глаголиці становило 40.
Символи
• У глаголиці како має характерну округлу форму, типову для цієї абетки.
• У кирилиці символ нагадує латинське «K» і відображає сильний вплив грецької абетки, яка була джерелом натхнення для творців слов’янської писемності.
Історичний контекст
Літера како належить до старослов’янської писемності, створеної Кирилом і Методієм для перекладу християнських текстів. Глаголиця, а згодом і кирилиця, стали основними системами письма в слов’янському світі.
Числове значення
У глаголиці літера како використовувалася також для запису числа 40. В кирилиці числове значення како було аналогічним, що підкреслює спадковість між цими абетками.
Етимологія
Назва літери походить від старослов’янського слова како, що означає «як» або «який».
Сучасне значення
Сьогодні літера како використовується лише в історико-культурному контексті, будучи важливим елементом вивчення старослов’янської писемності, мови та культури.

## Зовнішні посилання
- Визначення глаголиці в стандарті UnicodePDF</img>    (eng.)
- Сторінка Р. М. Клемінсона, з якої можна встановити шрифт Dilyana, який містить глаголицю за стандартом Unicode (eng.)